# З любов'ю, Обрі
«З любов'ю, Обрі» (англ. Love, Aubrey) — дебютний роман молодої американської дитячої письменниці Сюзанн Лафлер. Книга вперше побачила світ у 2009 році.

## Сюжет
Одинадцятирічна Обрі втратила в автокатастрофі тата і сестричку Саванну. Мама Ліззі, не витримавши наодинці з донькою, в будинку, де живе так багато спогадів про щасливе родинне життя, втекла, полишивши Обрі. Обрі доводиться самій ходити в магазин за покупками. Щоб було про кого дбати, вона купує собі бійцівську рибку Семмі. Через тиждень після того, як зникла мама, провідати своїх дівчаток приїжджає бабуся. Вона одразу розуміє, що щось не так. І дуже непокоїться, коли з'ясовується що Обрі вже тиждень мусить сама про себе дбати. Бабуся вирішує забрати онучку до себе — з Вірджинії у Вермонт.
У Вермонті Обрі знайомиться з сусідкою бабусі — Бріджет і її родиною. Обрі і Бріджет швидко стають подружками. У Бріджет теж є молодша сестричка — Мейбл. Перший час Обрі надзвичайно важко бути з ними поряд. Бо зі своєю сестричкою Саванною вона вже ніколи не зможе погратися, посваритися і помиритися. Бабуся наполягає на тому, щоб онучка пішла до місцевої школи. Водночас вона намагається відшукати свою доньку Ліззі. У школі Обрі час від часу відвідує кабінет соціального працівника Емі. Щоб усвідомити те, що трапилося, і щоб висловити свої почуття, дівчинка пиши листи — до Джиллі (уявної подружки Саванни), тата, мами й навіть до маленького Ісусика.
Мама нарешті знайшлася. Однак вона змінилася і сама потребує допомоги. Ліззі повератається у Вірджинію, де допомагає вагітним жінкам та доглядає за маленькими дітьми. Їм з Обрі доведеться крок за кроком порозумітися та переступити через прірву, що розверзнулася в їхньому житті після автокатастрофи.

## Український переклад
Лафлер, С. З любов'ю, Обрі [Текст] / Сюзанн Лафлер ; пер. з англ. Наталії Ясіновської ; худ. оформлення Анастасії Стефурак. — Львів : Видавництво Старого Лева, 2016. — 272 с. — (Серія «Класні історії»). — ISBN 978-617-679-289-5.